# Eferding
Eferding är en stad i förbundslandet Oberösterreich i Österrike med 4 290 invånare (2024). Den är huvudort i distriktet Eferding. Staden erhöll stadsrättigheter 1222 och är den tredje äldsta staden i Österrike.

## Personer från Eferding
- Honorius Aigner (1703-1704), abbot
- Johann Nepomuk David (1895-1977), kompositör
- Ernst Rüdiger Fürst Starhemberg (1899-1956), politiker
- P. Josef Zeininger (1916-1995), kyrkoman
- Alfred Jungraithmayr (1933- ), journalist
- Horst Haitzinger (1939- ), karikatyrtecknare